# 10471 Marciniak
A 10471 Marciniak (ideiglenes jelöléssel (10471) 1981 EH20) a Naprendszer kisbolygóövében található aszteroida. Schelte J. Bus fedezte fel 1981. március 2-án.

## Kapcsolódó szócikk
- Kisbolygók listája (10001–10500)